# Emblema de Moçambique
O emblema de Moçambique é um dos símbolos oficiais do país.

## História
Foi estabelecido após a independência do país de Portugal. Devido às ligações do movimento de independência nos anos 1970 com o comunismo internacional do período da Guerra Fria, o emblema é baseado nos elementos gráficos do antigo emblema da União Soviética.[carece de fontes?]

## Descrição heráldica
O emblema de Moçambique tem como elementos centrais um livro aberto sobre o qual se cruzam uma arma e uma enxada, estando o conjunto disposto sobre o mapa de Moçambique como se estivesse a ser olhado a partir do Oceano Índico. Por baixo do mapa está representado o mar e por cima o sol nascente, de cor avermelhada sobre um campo dourado delimitado por uma roda dentada. À direita e à esquerda deste conjunto encontram-se, respectivamente, uma planta de milho, com uma maçaroca e uma planta de cana de açúcar e, entre elas, no topo uma estrela vermelha fimbriada de ouro. Por baixo encontra-se uma faixa presidencial vermelha com os dizeres “República de Moçambique”.
O significado destes símbolos, segundo a Constituição da República de Moçambique, é o seguinte:
- O livro simboliza a educação;
- A arma simboliza a luta de resistência ao colonialismo, a Luta Armada de Libertação Nacional e a defesa da soberania;
- A enxada simboliza o campesinato;
- O sol nascente simboliza a nova vida em construção;
- A roda dentada simboliza a indústria e o operariado;
- As plantas simbolizam a riqueza agrícola; e
- A estrela representa a solidariedade entre os povos.

A Resistência Nacional de Moçambique (RENAMO) gostaria especificamente de ver removida a imagem do rifle de assalto Kalashnikov (AK-47), que simboliza a luta da nação pela independência, de acordo com relatórios da imprensa.

## Brasões históricos
Em 1935, as colônias portuguesas foram oficialmente designadas brasões que seguiam um padrão de desenho fixo.

Brasão de armas provisório da África Oriental Portuguesa na década de 1930.
Brasão de armas da Província Ultramarina de Moçambique, de 8 de maio de 1935 a 11 de junho de 1951.
Brasão de armas da Província Ultramarina de Moçambique, de 11 de junho de 1951 a 25 de junho de 1975.
Brasão de armas simplificado, de 8 de maio de 1935 a 25 de junho de 1975.
Emblema de Moçambique (1975-1983)
Emblema de Moçambique  (1982-1990)